# Regional District of Comox-Strathcona

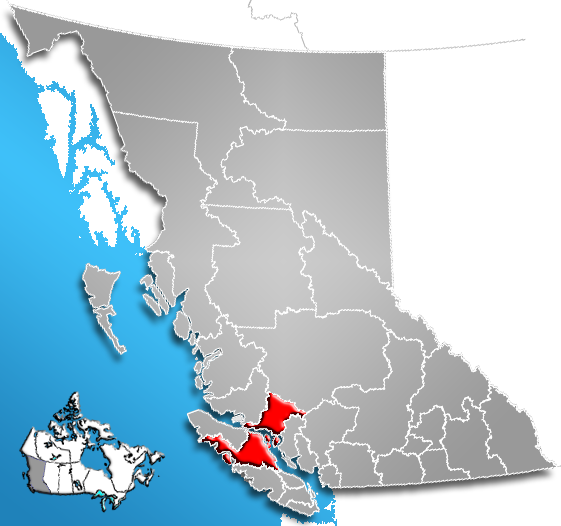
Lage des ehemaligen Regional District of Comox-Strathcona in British Columbia

Der Regional District of Comox-Strathcona war ein Bezirk in der kanadischen Provinz British Columbia. Er umfasste den zentralen Teil von Vancouver Island sowie einen Abschnitt an der Festlandküste, war 20.015,45 km² groß und zählte 96.131 Einwohner (2001). Hauptort war Courtenay. Am 15. Februar 2008 wurde der Regionaldistrikt in die beiden Regionaldistrikte Comox Valley und Strathcona aufgeteilt.

## Administrative Gliederung

### Städte und Gemeinden
- Campbell River
- Comox
- Courtenay
- Cumberland
- Gold River
- Sayward
- Tahsis
- Zeballos

### Gemeindefreie Gebiete
- Comox-Strathcona A
- Comox-Strathcona B
- Comox-Strathcona C
- Comox-Strathcona D
- Comox-Strathcona E
- Comox-Strathcona F
- Comox-Strathcona G
- Comox-Strathcona H
- Comox-Strathcona I
- Comox-Strathcona J
- Comox-Strathcona K